# Newman, Australien
Newman är en ort i Australien. Den ligger i kommunen East Pilbara och delstaten Western Australia, omkring 1 000 kilometer norr om delstatshuvudstaden Perth.
Trakten runt Newman är nära nog obefolkad, med mindre än två invånare per kvadratkilometer..
Omgivningarna runt Newman är i huvudsak ett öppet busklandskap. Genomsnittlig årsnederbörd är 488 millimeter. Den regnigaste månaden är januari, med i genomsnitt 197 mm nederbörd, och den torraste är augusti, med 1 mm nederbörd.